# Rose Valland
Rose Valland, née le 1er novembre 1898 à Saint-Étienne-de-Saint-Geoirs et morte le 18 septembre 1980 à Ris-Orangis, est une conservatrice de musée et une résistante française.
D'abord comme attachée de conservation au musée du Jeu de Paume pendant l’Occupation, puis aux côtés des autres agents français chargés des opérations de récupération artistique en Allemagne et en Autriche, elle a joué un rôle moteur décisif dans la sauvegarde, la récupération et la restitution de plus de 60 000 œuvres d'art et biens culturels volés et spoliés par les nazis pendant la Seconde Guerre mondiale aux institutions publiques et aux familles juives françaises.

## Biographie

### Jeunesse et formation
Rose Valland, de son vrai nom Rosa Antonia Valland, est née le 1er novembre 1898 à Saint-Étienne-de-Saint-Geoirs, en Isère, un bourg de 2 000 habitants de la plaine de la Bièvre, près de Grenoble. Elle est la fille unique de François Valland, charron et maréchal-ferrant, et de Rosa Maria Viardin, femme au foyer.

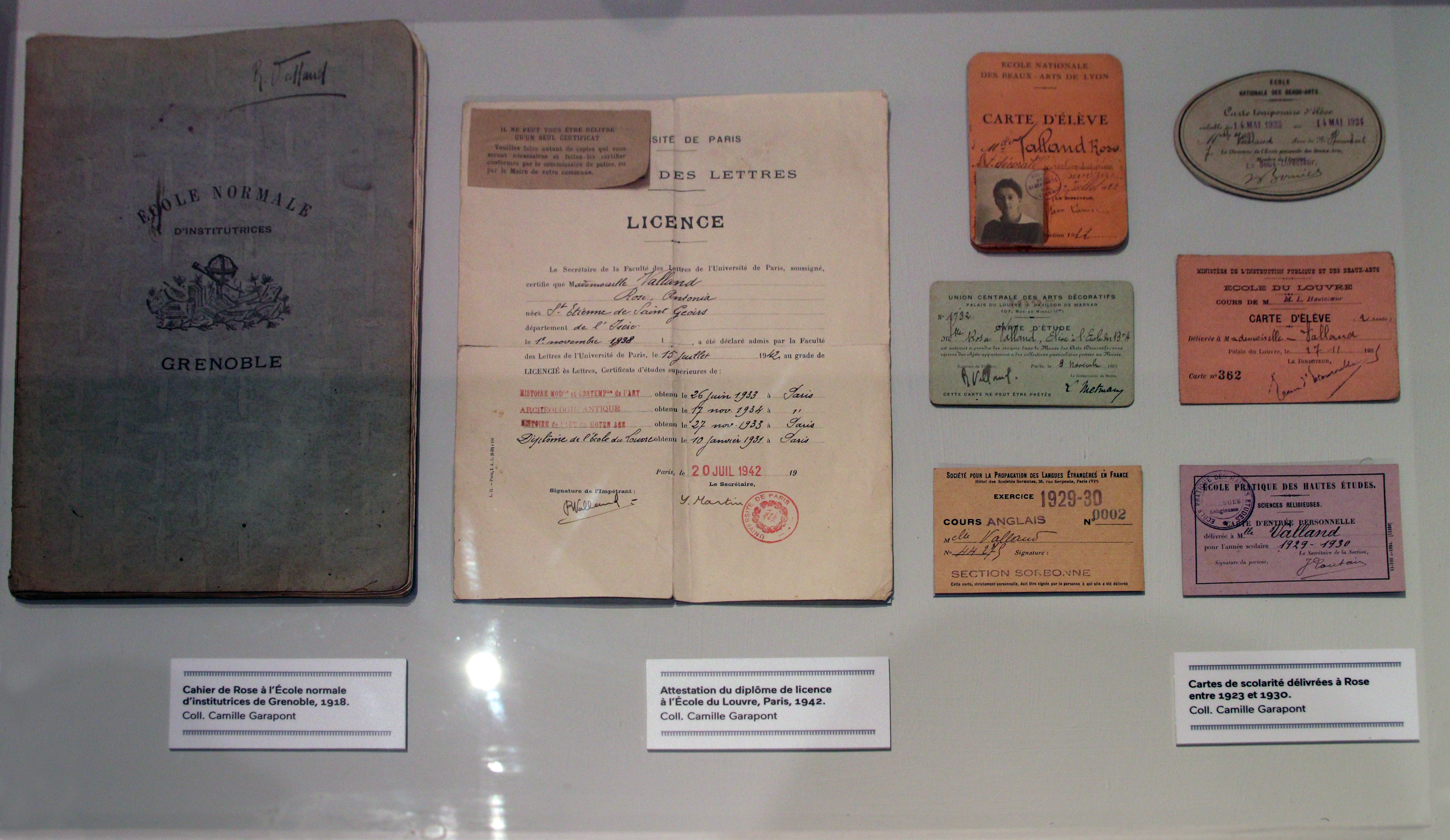
Effets personnels de Rose Valland exposés au Musée dauphinois.

Elle peut suivre des études grâce à sa mère, qui demande des bourses pour sa fille. En 1914, elle entre à l'École normale d'institutrices de Grenoble dont elle sort en 1918. Douée pour le dessin et encouragée par ses professeurs, elle part suivre des enseignements de l'École nationale des beaux-arts de Lyon dirigée par Henri Focillon. Elle s'y fait remarquer par son application et obtiendra de nombreux prix. En 1922, elle entre à l’École nationale supérieure des beaux-arts de Paris. Elle réussit ensuite le concours du professorat à l’enseignement du dessin, où elle est reçue 6e sur plus de 300 candidats. Durant les années 1920, elle suit des cours d'histoire de l'art à l'École pratique des hautes études, à l’École du Louvre et à l'Institut d'Art et d'Archéologie. Étudiante du byzantiniste Gabriel Millet, elle soutient son diplôme des Hautes Études sur Aquilée ou les origines byzantines de la Renaissance portant sur les fresques du XIIe siècle de la crypte de la Basilique patriarcale d'Aquilée, en Frioul-Vénétie Julienne. Elle fera publier cette recherche en 1963. En 1931, elle obtient son diplôme d’École du Louvre sur l'évolution du mouvement de l'art italien jusqu'à Giotto. À l'Institut d’art et d’archéologie de l’université de Paris, elle obtient les trois certificats d’études supérieures d'histoire de l'art moderne, d’archéologie médiévale, et d'archéologie grecque, qui constituent le diplôme d’art qui, combiné avec sa thèse du Louvre, lui donne une licence spéciale d’histoire de l’art et d’archéologie. Elle voyage en Italie et probablement en Allemagne, dont elle parle la langue en autodidacte, sans pourtant l'avoir jamais étudiée durant sa scolarité.
À partir de 1932, elle devient « attachée bénévole » au musée des peintures et sculptures étrangères du musée du Jeu de Paume, installé sur la terrasse des Tuileries. Jusqu'à ce que la guerre éclate, elle travaille au catalogue des collections du musée, parallèlement à l'organisation d’une quinzaine d’expositions internationales et à leur catalogue. Elle écrit également de nombreux articles dans des revues d’art et de journaux, activité qui lui assure sans doute un petit revenu. Son statut de bénévole se maintient en effet jusqu'en 1941, date à laquelle elle est titularisée et salariée.

### Occupation allemande
À partir du 30 octobre 1940, à la demande du directeur des Musées nationaux, Jacques Jaujard, elle demeure en activité au Musée du Jeu de Paume, officiellement comme attachée de conservation, officieusement chargée par Jacques Jaujard de lui rendre compte des agissements des Allemands qui viennent de réquisitionner le musée pour y entreposer des œuvres d'art extorquées à des collectionneurs privés.

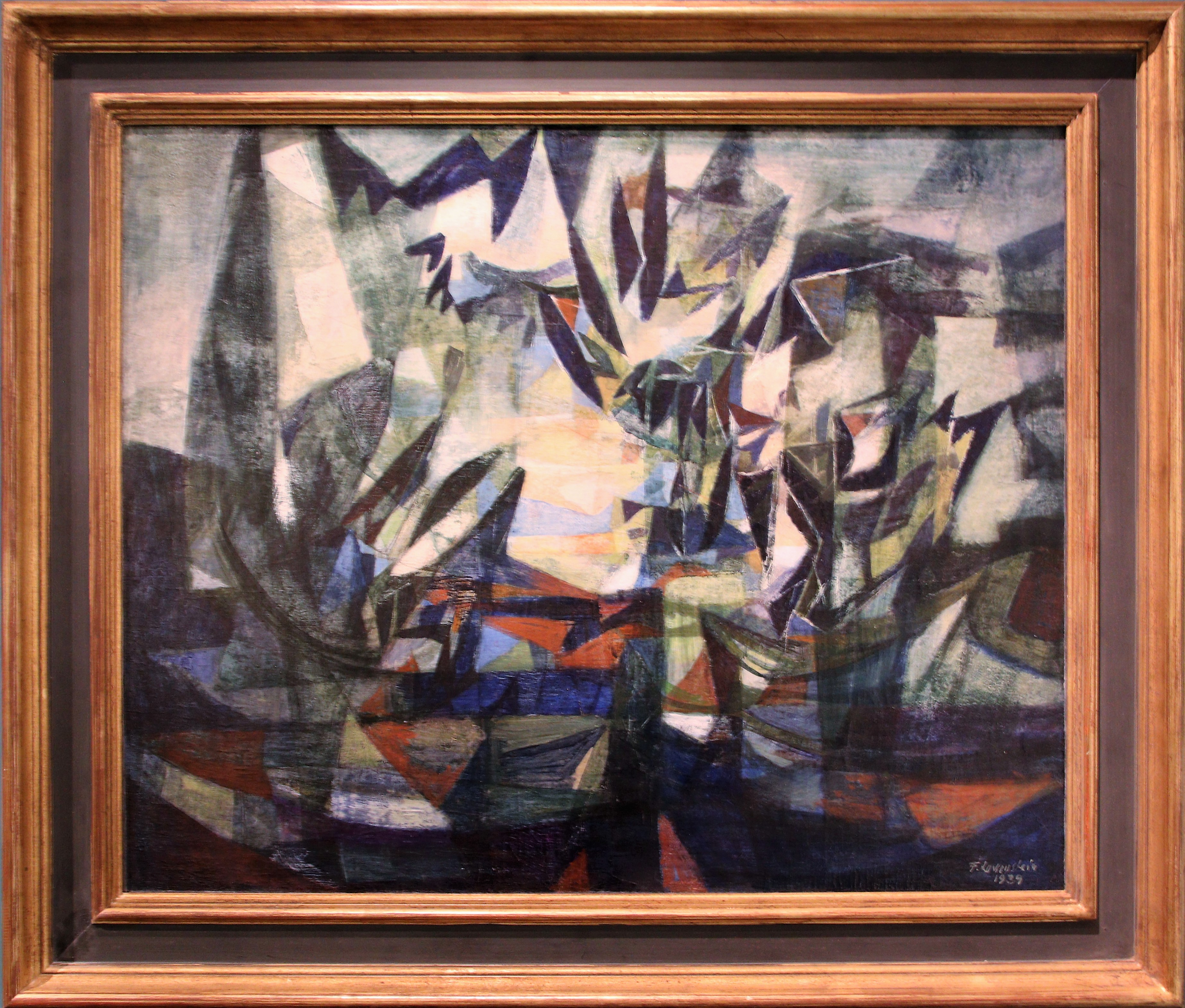
Composition (1939) de Fédor Löwenstein. Ce tableau, spolié en décembre 1942 et indiqué avec une [croix rouge] pour être détruit, échappe à l'autodafé de juillet 1943.

Pendant l'Occupation, les Allemands, sous l'administration du « personnel spécial pour l'art pictural » (Sonderstab Bildende Kunst) de l'Institut du Reichsleiter Rosenberg pour les territoires occupés (Einsatzstab Reichsleiter Rosenberg, ou ERR), commencent à travers la France, un pillage systématique des œuvres des musées et des collections privées, principalement celles appartenant à des Juifs déportés ou ayant fui. Ils utilisent le musée du Jeu de Paume comme dépôt central (avec six salles du département des antiquités orientales du musée du Louvre) avant de trier et d'orienter les œuvres vers différentes destinations en Allemagne, en Autriche et en Europe de l'Est. Pendant le pillage nazi, Rose Valland relève discrètement et aussi précisément que possible, les mouvements des œuvres qui transitent par le musée du Jeu de Paume, le nom des victimes spoliées, le nombre d'œuvres, leurs destinations, le nom des agents chargés des transferts, le nom des transporteurs, les marques et écritures sur les caisses, les numéros et les dates des convois, sans oublier le nom de l'artiste, de l'œuvre et ses dimensions.
Les salles du musée du Jeu de Paume sont fréquemment visitées par de hauts dignitaires nazis, en particulier Hermann Goering et Alfred Rosenberg, pour lesquels sont organisées des expositions destinées à présenter des collections spoliées. Rose Valland est présente durant ces passages sous haute tension, au cours desquelles le Reichsmarschall vient sélectionner personnellement un grand nombre de tableaux volés pour compléter sa propre collection.
Pendant plus de quatre ans, elle garde la trace de tous les mouvements des œuvres, de la provenance et de leurs destinations. Elle rédige des dizaines de fiches de manière scrupuleuse, déchiffre des papiers carbone allemands jetés dans les poubelles du musée, écoute discrètement les conversations des officiels nazis.
Directement ou via Jacques Jaujard, elle fournit des informations essentielles et détaillées à la Résistance, sur les trains transportant les œuvres, afin que ces convois soient épargnés par les résistants. Et surtout, elle communique aux Alliés les noms des dépôts allemands et autrichiens (Altaussee, Buxheim, Neuschwanstein-Füssen, Nikolsburg, etc.) afin d'éviter les bombardements, de les sécuriser et de faciliter la récupération des œuvres entreposées. Le lieutenant James Rorimer, l'un des officiers américains chargés du sauvetage du patrimoine artistique européen, témoignera du travail de Rose Valland dans son livre Survival, en 1950.

### L'après-guerre et la récupération des œuvres
Á partir de novembre 1944, elle est nommée secrétaire de la Commission de récupération artistique créée sur l'initiative de Jaujard. Sa connaissance des spoliations l'amène à faire partie des agents français chargés des opérations de récupération des oeuvres en Allemagne et en Autriche.
Au printemps 1945, alors que l'épuration du marché de l'art parisien se met en place, Rose Valland est désignée par Georges Salles pour faire partie de la Commission nationale interprofessionnelle d'épuration en tant que représentante pour les Beaux-Arts. En raison de son départ pour l'Allemagne, elle est rapidement remplacée dans cette fonction par Michel Martin.
À partir du 1er mai 1945, elle est détachée du ministère de l'Éducation nationale au ministère de la Guerre, puis du 1er avril 1946 au 1er mars 1952, détachée comme administrateur de 3e classe au ministère des Affaires étrangères, comme agent français en Zone française d'occupation en Allemagne. Elle est nommée capitaine de la 1re armée française, cheffe du Service de remise en place des œuvres d'art (SRPOA) au sein de la division Éducation publique du Groupe français du Conseil de contrôle de la ZFO. En résidence administrative à Berlin-Frohnau, elle est habilitée à se rendre dans les différentes zones d'occupation alliées, britannique, américaine et même - fait rare dû à son opinâtreté - en zone soviétique.
De nombreuses biens culturels sont rapatriés en France grâce à son action et à celle de ses collègues français chargés comme d'elle des opérations de récupération : Pierre-Louis Duchartre (1894-1983), Hubert de Brye (1900-1982), Jean-Louis Bonet-Maury (1894-1985), Elie Doubinsky au CCP Munich, Henry de Faucigny-Lucinge (1901-1982) à Düsselforf, Marguerite Azambre à Baden-Baden, Michel Florisoone (1904-1973) à Paris.
Elle coopère également étroitement avec les Monuments Men américains tels qu'Ardelia Hall (1899-1979), James Rorimer (1905-1966), S. Lane Faison, et Edith Standen (1905-1998) entre autres. Grâce aux Américains, elle peut conduire ses enquêtes et interroger les officiers et les marchands nazis auteurs de pillages : Günther Schiedlausky, Hildebrand Gurlitt, Bruno Lohse, Gustav Rochlitz, etc. Elle joue un rôle déterminant dans la tenue des audiences consacrées en février 1946 au pillages des biens artistiques par les dirigeants nazis à Nuremberg.
Durant cette période, elle rapporte d'Allemagne le catalogue de la collection d’œuvres d’art d’Hermann Göring : 1 376 œuvres achetées ou pillées durant la guerre entre avril 1931 et novembre 1943. Ce manuscrit avait été trouvé en mai 1945 par des unités américaines et françaises, caché dans un tunnel de la région de Berchtesgaden. Il est versé aux archives de la Récupération artistique.
Entre 1945 et 1954, elle participe au rapatriement de plus de 60 000 biens culturels d'origine française, soustraits à des institutions publiques (Musée de l'Armée, loges maçonniques, Bibliothèque polonaise, etc.) et des familles juives persécutées (Bacri, Bernheim, Cassel, David-Weill, Dreyfus, Alphonse Kann, Paul Rosenberg, Rothschild, Seligmann, etc.).
Elle fait également de l'espionnage lors de ses missions en zone soviétique et transmet à ses supérieurs des rapports sur les mouvements de troupes et leurs armements.
À son retour à Paris en mars 1952, elle réintègre l'administration des Musées de France, comme conservatrice des Musées nationaux. Elle devient chef du Service de protection des œuvres d'art (SPOA), un service créé à son intention, dans un but prospectif de protection des œuvres d'art en cas d'un troisième conflit mondial.
Si son travail sur la restitution des œuvres spoliées est reconnu par les victimes, qui lui témoignent leur gratitude, il demeure toutefois peu valorisé et peu encouragé par son administration. En 1961, elle fait connaître son action sous l'Occupation dans le livre Le Front de l'art (réédité en 1997, puis en 2014). En 2024, ses mémoires sont traduits en anglais pour la première fois, réalisant ainsi le souhait de la résistante, qui n'était pas parvenue à mener ce projet à bien de son vivant.
Elle fait valoir ses droits à la retraite en 1968 à l'âge de 70 ans mais continue à travailler sur la restitution des œuvres spoliées, à la demande du Service des bibliothèques, des archives et de la documentation générale (SBADG) des Musées nationaux. Elle joint ses archives personnelles aux archives des services français de récupération artistique (Commission de récupération artistique, Office des biens et intérêts privés, SRPOA, Bureau central des restitutions, Bureau d'investigation artistique), avec le souhait que l'ensemble rejoigne le Bureau des archives de l'occupation française en Allemagne et Autriche, à Colmar. Depuis 2010, l'ensemble de ces archives sont conservées au Centre des archives diplomatiques de La Courneuve.

### Mort
Rose Valland meurt en 1980 à l'âge de 81 ans dans une maison de repos à Ris-Orangis, en banlieue parisienne. Elle est inhumée avec sa compagne dans le caveau familial de son village natal de Saint-Étienne-de-Saint-Geoirs, où le collège et une place portent son nom.

### Vie privée

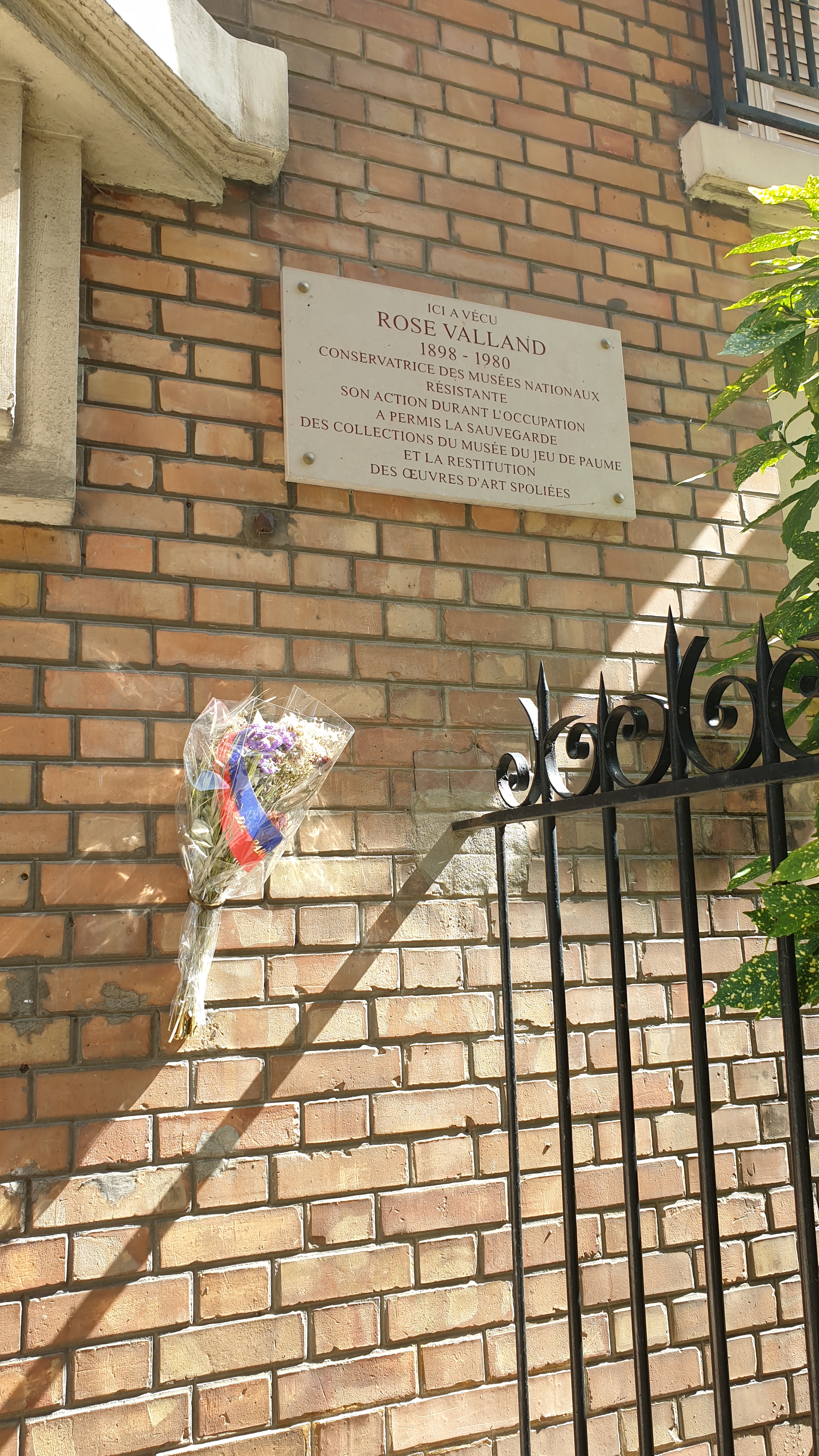
Plaque mémorielle au 4 de la rue de Navarre, où vécut Rose Valland.

À une époque indéterminée, peut-être dans le courant des années d'après-guerre, Rose Valland rencontre la Britannique Joyce Heer (1917-1977), secrétaire-interprète à l'ambassade des États-Unis, qui devient sa compagne jusqu'à sa mort. Les deux femmes partagent un appartement au no 4 rue de Navarre dans le 5e arrondissement de Paris. Rose Valland lui réservera une place à ses côtés dans le caveau familial.
En 1979, Rose Valland publie la thèse de sa compagne, La personnalité de Pausanias, de façon posthume aux éditions des Belles-Lettres. Un bref avant-propos de deux pages signé par le directeur de thèse de Joyce Heer révèle pudiquement, avec l’accord de Rose Valland, les liens qui unissaient les deux femmes : « Elle habitait Paris chez une amie qui lui avait appris le français et qui depuis très longtemps l’aimait comme une très proche parente. Bien des personnes vont deviner qui est cette amie avant que je ne dise son nom, si j’indique que, Conservateur du Musée du Jeu de Paume pendant la guerre… ». S'ensuit le récit de son action en tant que résistante.
En dehors de cette brève allusion, par ailleurs très tardive, Rose Valland ne laissa jamais filtrer d'informations sur sa vie privée. À l'exception sans doute de quelques très proches amis, elle était pour son entourage « Mademoiselle Valland », soit une femme non mariée, qu'on supposait célibataire. La résistante a effectivement pris grand soin de séparer ses fréquentations professionnelles, familiales et amoureuses. Pour cette raison, on ignore quelles furent ses précédentes relations — s'il y en eut —, la période exacte à laquelle elle fit la connaissance de Joyce Heer ou encore les circonstances de leur rencontre. Malgré les demandes répétées de cette dernière, Rose Valland ne l'amena jamais avec elle dans son village natal, où elle revenait régulièrement voir famille et amis.

## Décorations
Son action courageuse et héroïque durant la guerre et l'après-guerre lui vaut de nombreuses décorations françaises et étrangères. De fait, Rose Valland est l'une des femmes les plus décorées de l'histoire de France : elle est faite officier de la Légion d'honneur, commandeure des Arts et des Lettres, et obtient la médaille de la Résistance française. Les États-Unis lui remettent la médaille de la Liberté, qui est la plus haute décoration civile des États-Unis. Elle est également faite officier de l'ordre du Mérite de la République fédérale d'Allemagne. Dès 1939, elle fut honorée de la médaille lettonne de l'Ordre des Trois Étoiles en reconnaissance de son implication dans l'Exposition d'Art de la Lettonie (peinture, sculpture et art populaire), organisée au Jeu de Paume du 27 janvier au 28 février 1939.
- Chevalière de l'ordre des Trois Étoiles (1939)
- Médaille de la Résistance française (1946)
- Médaille de la Liberté (1948)
- Commandeure de l'ordre des Arts et des Lettres (1960)
- Officière de la Légion d'honneur (1969)
- Croix d'officier de l'ordre du Mérite (1972)

## Postérité

### Hommages

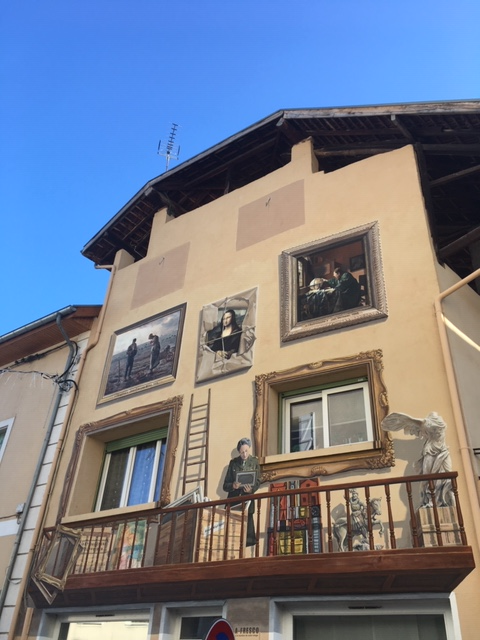
Fresque en hommage à Rose Valland réalisée en 2011 par l'artiste Patrick Commecy dans le village natal de la résistante.

- La 47e promotion de l'IRA de Lille porte les noms de Jacques Jaujard et de Rose Valland.
- Le collège situé dans sa ville de naissance, Saint-Étienne-de-Saint-Geoirs, porte son nom[21].
- Entre 2011 et 2017, deux fresques en trompe-l'œil sont réalisées à Saint-Étienne-de-Saint-Geoirs sur le mur de deux maisons (no 5 et no 5 bis, route de Saint-Marcellin). En particulier, la fresque du mur de droite évoque les œuvres d'art toujours en attente de restitution de nos jours et qui sont recensées dans la base de données dite Rose-Valland (MNR), aujourd'hui intégrée à la plateforme ouverte du patrimoine du Ministère de la Culture.
- De décembre 2009 à mai 2010, exposition La dame du Jeu de Paume, Rose Valland sur le front de l'art, au Centre d'Histoire de la Résistance et de la Déportation (CHRD) de Lyon.
- Le 25 avril 2005, le ministre français de la Culture Renaud Donnedieu de Vabres dévoile une plaque commémorative à son nom sur le mur extérieur sud du Jeu de Paume, au jardin des Tuileries.
- La promotion 2012 des conservateurs du patrimoine de l'Institut national du patrimoine porte son nom.
- À partir du 5 juillet 2013, au cœur de sa roseraie historique, le Musée dauphinois présente une rose en l’honneur de Rose Valland, créée par la roseraie Guillaut de Chamagnieu à l'initiative de l'Association La Mémoire de Rose Valland[22].
- En 2014, la Ville de Paris dévoile une plaque officielle à son domicile, au 5 rue de Navarre, dans le 5e arrondissement[23].
- Une statue en bronze à son effigie, inaugurée le 18 septembre 2016, a été réalisée par le sculpteur Guy Le Perse pour la résidence Les Rives de la Marque à Marcq-en-Barœul[24].
- En 2016, une rue du 17e arrondissement de Paris, le passage Rose Valland, prend son nom, dans le cadre du projet de la Ligne 3b du tramway d'Île-de-France.
- Le 1er octobre 2018, La Poste française émet un timbre à son effigie.
- Le 25 juin 2019, inauguration d'une allée Rose-Valland à Grenoble.
- De novembre 2019 à avril 2020 : exposition Rose Valland. En quête de l'art spolié au musée dauphinois à Grenoble[25].
- Le site des Musées nationaux récupération, répertoriant des œuvres spoliées qui n'ont pas pu être restituées, porte le nom de Rose Valland[26].
- En 2023 et 2024, le théâtre de la Boussole, dans le 10e arrondissement de Paris, lui consacre une pièce intitulée Rose Valland, Sauver un peu de la beauté du monde[27].
- En avril 2024 sont inaugurées devant le Jeu de Paume de Paris les terrasses Rose-Valland[28].
- En juin 2024, la 76e promotion d’inspecteurs des douanes est baptisée du nom de Rose Valland.

### Représentation dans les arts et les médias

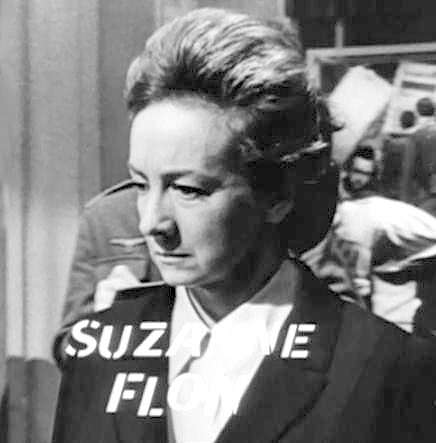
Suzanne Flon interprète Rose Valland dans le film de John Frankenheimer Le Train (1964).

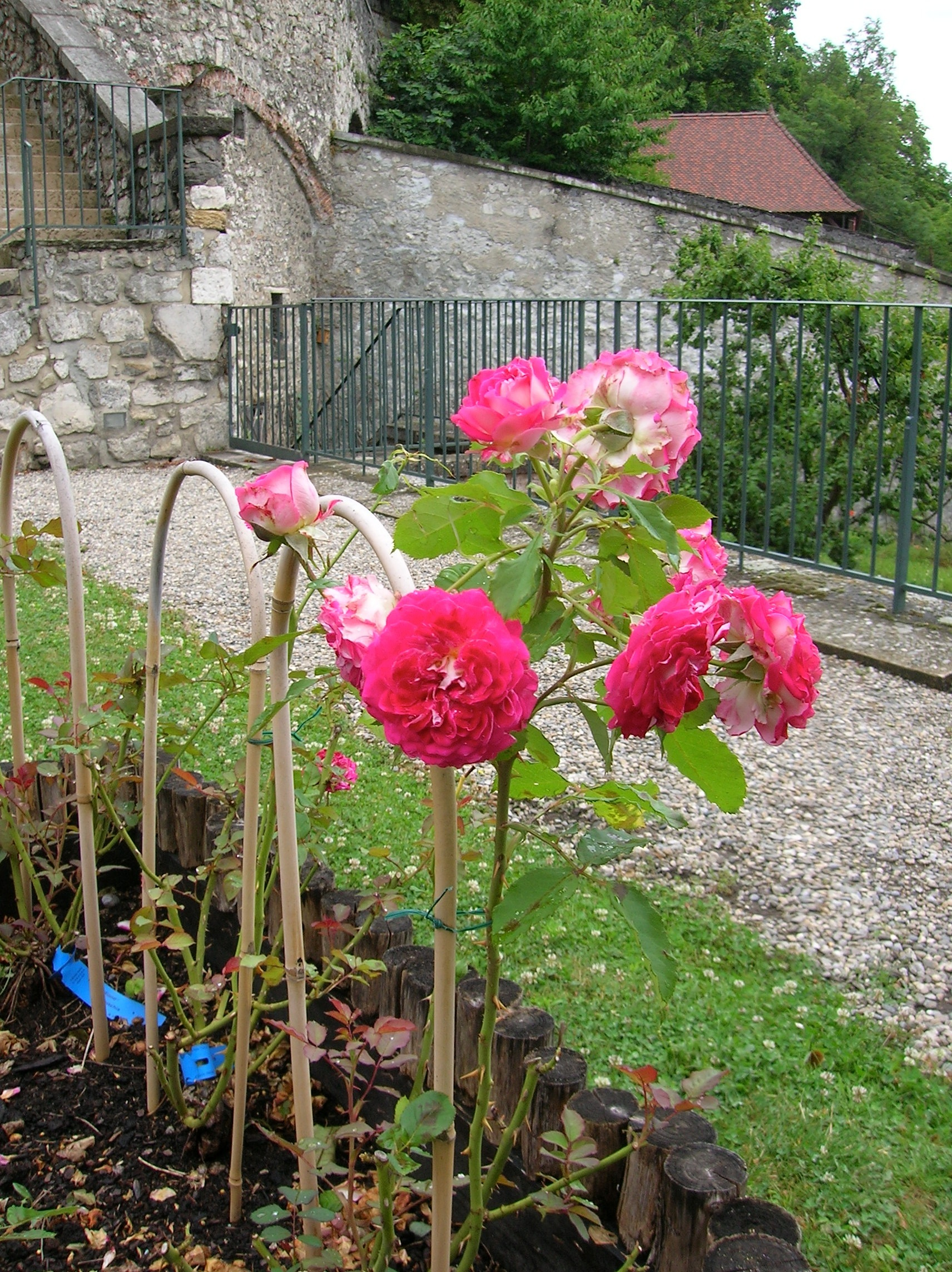
Rose créée en 2013 en hommage à Rose Valland par le rosiériste Jean-Pierre Guillot, visible dans les jardins du musée dauphinois à Grenoble.

La vie et l'action de Rose Valland ont d'abord inspiré John Frankenheimer pour son film Le Train (1964), au scénario en partie basé sur ses mémoires Le Front de l’art, publiées en 1961 : on y voit un personnage qui se nomme « Mlle Villard », interprété par Suzanne Flon.
En 1994, l'essai Le Pillage de l'Europe (The Rape of Europa: The Fate of Europe's Treasures in the Third Reich and the Second World War) de l'Américaine Lynn H. Nicholas permet de remettre en lumière le rôle de Rose Valland dans le cadre des pillages nazis. Ce livre donna lieu à un documentaire en 2006 réalisé par Richard Berge et Bonni Cohen.
En 2006, Corinne Bouchoux publie la première biographie consacrée à Rose Valland. En 2009, l'écrivain Sara Houghteling pour son roman Pictures at an Exhibition s'inspire de la vie de Rose Valland pour créer le personnage de Rose Clément. En 2022, elle occupe une place majeure dans celui d'Emmanuelle Favier, La Part des cendres. En 2023, Jenifer Lesieur lui consacre un récit historique, Rose Valland, l'espionne à l'œuvre.
En 2009, Rose Valland est au centre du roman de Robert M. Edsel, The Monuments Men, adapté au cinéma en 2014 par l'acteur-réalisateur George Clooney. Ce film met en scène le personnage de Claire Simone, interprété par Cate Blanchett, très librement inspiré de la vie de Rose Valland. En effet, contrairement à ce qui est représenté à l'écran, cette dernière n'a pas de frère résistant et ne collabore pas avec le service de spoliation nazi ; elle n'est pas non plus incarcérée à la Libération comme collaboratrice.
Rose Valland apparaît comme personnage dans le Serious Game Sauvons le Louvre ! réalisé en partenariat avec France Télévision, qui propose de revivre les enjeux de la conservation du patrimoine culturel en temps d’occupation nazie.

## Publications
- Rose Valland, Antonio Maraini, André Dezarrois et Raffaele Calzini, L'art italien des XIXe et XXe siècles, Jeu de Paume des Tuileries, mai-juillet 1935, 2e éd. (BNF 32027523).
- Rose Valland, Le Front de l'art : défense des collections françaises, 1939-1945, Plon, 1961, 263 p. (BNF 33206063).
- Rose Valland, Aquilée et les origines byzantines de la Renaissance, E. de Boccard, 1963 (BNF 33206062).

### Documentaires
- Brigitte Chevet, L’Espionne aux tableaux, Rose Valland face au pillage nazi, Aber Images, 2015, 52 min.

### Podcasts
- Pascal Deux, Rose Valland, héroïne de l’ombre, série en six épisodes de 25 min. sur France Culture.
- Pillages nazis et déformations hollywoodiennes : Monuments men, avec Ophélie Jouan, Paroles d'histoire (podcast d'André Loez), mai 2020, 50 min.
- Fabrice Drouelle, « Rose Valland ou l'art de la résistance » [audio], émission Affaires sensibles (49 min), France Inter, 29 janvier 2024.

### Œuvres citant ses actions
- J. Skilton, Défense de l'art européen. Souvenirs d'un officier américain spécialiste des monuments, Paris : Les Éditions internationales, 1948, 103 p. Ed. anglais, Memoirs of a Monuments Office : Protecting European Artworks, Portland, Or. : Inkwater Press, 2008, 221 p.
- J. Rorimer, Survival : the salvage and protection of art in war, New York : Abelard Press, 1950, 291 p.
- le film Le Train de John Frankenheimer (1964) est inspiré du Front de l'art. Le personnage de Mme Villard, inspiré de Rose Valland, y est interprété par Suzanne Flon.
- D. Roxan et K. Wanstall, The Rape of Art : The Story of Hitler's Plunder of the Great Masterpieces of Europe, New York : Coward-McCann, 1965, 195 p.
- L. H. Nicholas, The Rape of Europa : the fate of Europe's treasures in the Third Reich and the Second World War, New York : A. A. Knopf, 1994, 498 p.
  - Ed. française, Le pillage de l'Europe : les œuvres d'art volées par les nazis, Paris : Le Seuil, 1995, 557 p.
- M. Hamon, La récupération des œuvres d'art spoliées, 1944-1993, Paris : Ministère des Affaires étrangères, Direction des Archives et de la Documentation, 1993, 163 p.
- C. Lorentz, La France et les restitutions allemandes au lendemain de la Seconde Guerre mondiale (1943-1954), Paris : Ministère des Affaires étrangères, Direction des Archives et de la Documentation, 1998, 348 p.
- D. Eribon, Dictionnaire des cultures gays et lesbiennes, Paris : Larousse, 2003.
- S. Coeuré, La Mémoire spoliée, les archives des Français, butin de guerre nazi puis soviétique, Paris : Payot, 2007. Nouv. éd., 2013, 375 p.
- M. Rayssac et Chr. Pincemaille, L'exode des musées : histoire des œuvres d'art sous l'occupation, Paris : Payot, 2007, 1006 p.
- H. Laroche, La Restitution, roman, Paris : Flammarion, 2009.
- R. Edsel et B. Witter, Monuments Men : allied heroes, nazi thieves, and the greatest treasure hunt in history, London : Preface, 2009. Ed. française, Monuments men : Rose Valland et le commando d'experts à la recherche du plus grand trésor nazi, Paris : JC Lattès, 2010, 451 p.
- E. Polack et Ph. Dagen, Les Carnets de Rose Valland : Le pillage des collections privées d’œuvres d'art en France durant la Seconde Guerre mondiale, Lyon : Fage Éditions, 2011, 139 p.
- Le film Monuments Men de George Clooney, avec Cate Blanchett dans le rôle de Claire Simone, personnage fictif inspiré de Rose Valland, 2014.
- Isère : des paysages et des hommes : Bergès, Berlioz, Lesdiguières, Jean Prévost, Rose Valland... et les autres, Grenoble : Musée dauphinois/ Glénat : Musée dauphinois, 2014.
- Carles Diaz, La Vénus encordée, récit poétique, Éditions Poesis, 2019.
- Emmanuelle Favier, La part des cendres, Albin Michel, 2022.
- Pièce de théâtre Rose Valland, Sauver un peu la beauté du monde, au Théâtre la Boussole (Paris), octobre 2023-avril 2024.
- Bettina Wohlfarth, Le temps des faussaires, Liana Levi, 2023, Roman 375 p.  (ISBN 979-10-349-0765-6), édition poche  (ISBN 979-10-349-0938-4).Traduit de l'allemand, paru en 2019 sous les titre Wagfalls Erbe, Osburg Verlag.